# モスクワ川
モスクワ川（モスクワがわ、ロシア語: Москва-река、英語：Moskva River）は、ロシア西部を流れる川で、スモレンスク州とモスクワ州を流れ、蛇行しながらロシアの首都モスクワを貫流する。ヴォルガ川水系に属するオカ川の支流で、水はカスピ海へと流れる。川の延長は503km、流域面積は17,600平方kmにおよぶ。

## 名称

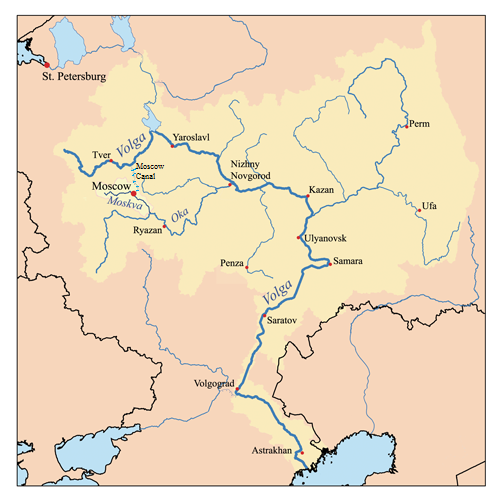
モスクワ川流路図

モスクワはモスクワ川の河畔に位置し、街の名はモスクワ川に由来する。英語ではモスクワの街は「Moscow」と表記されるが、モスクワ川は「Moskva」と表記される。どちらも同じロシア語（Москва）をもとにした表記の揺れである。「モスクワ」の語源は定かではないがいくつかの説はある。 一つは、古代のフィン・ウゴル語派の言語で「暗い」「濁った」を意味するという説である。また、コミ語の「牛」が語源とする説、モルドヴィン諸語で「熊」を意味するという説もある。

## 概要
毎年11月から12月にかけて凍り、3月終わりごろから溶けはじめる。主な支流にルザ川（Руза）、イストラ川（Истра）、ヤウザ川（Яуза）、パクラ川（Пахра）、セヴェルカ川（Северка）などがある。モスクワ運河により、モスクワ川と北方のヴォルガ川の間が結ばれている。

## 流域の都市

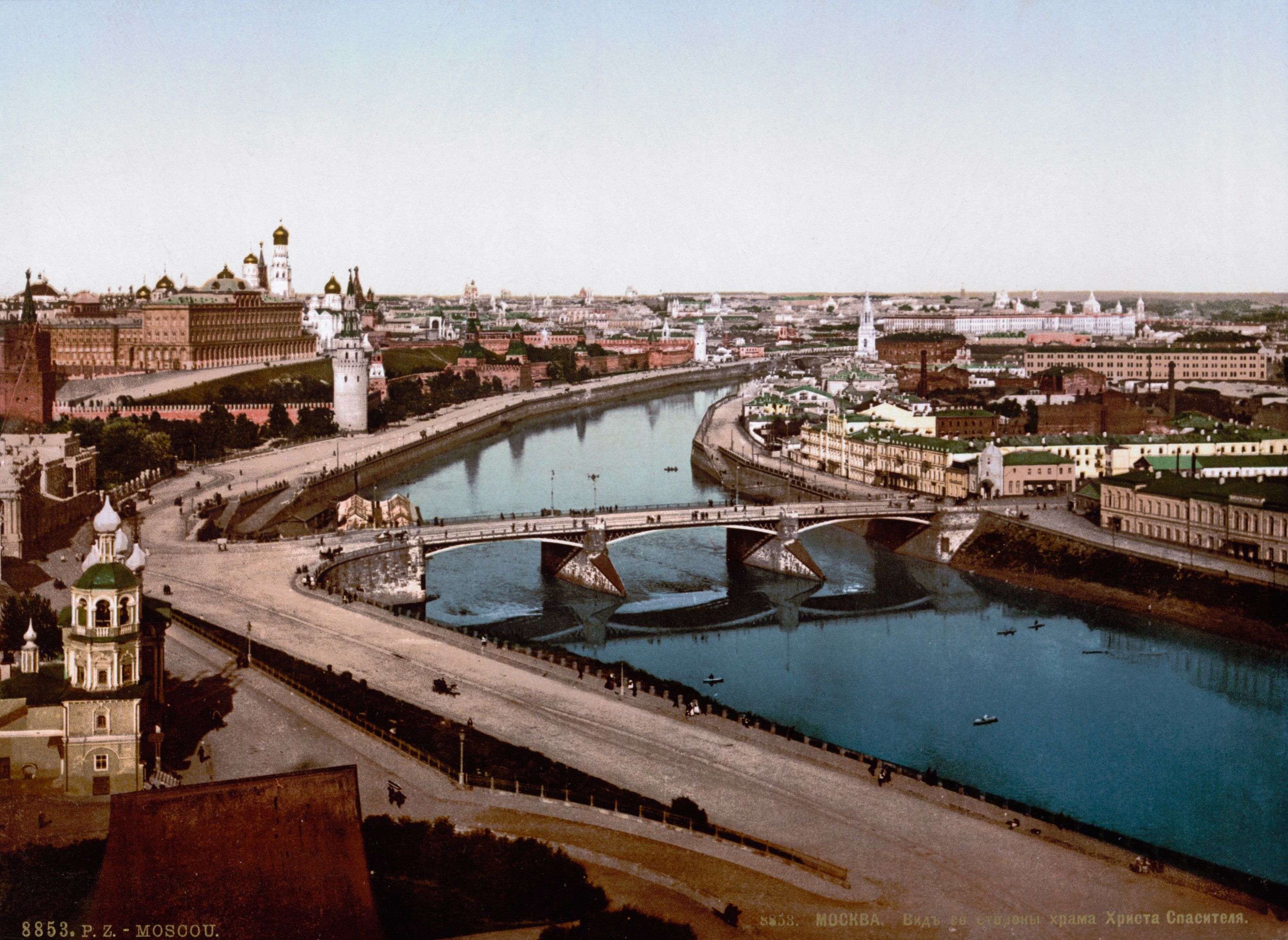
19世紀、モスクワ・クレムリンの近く

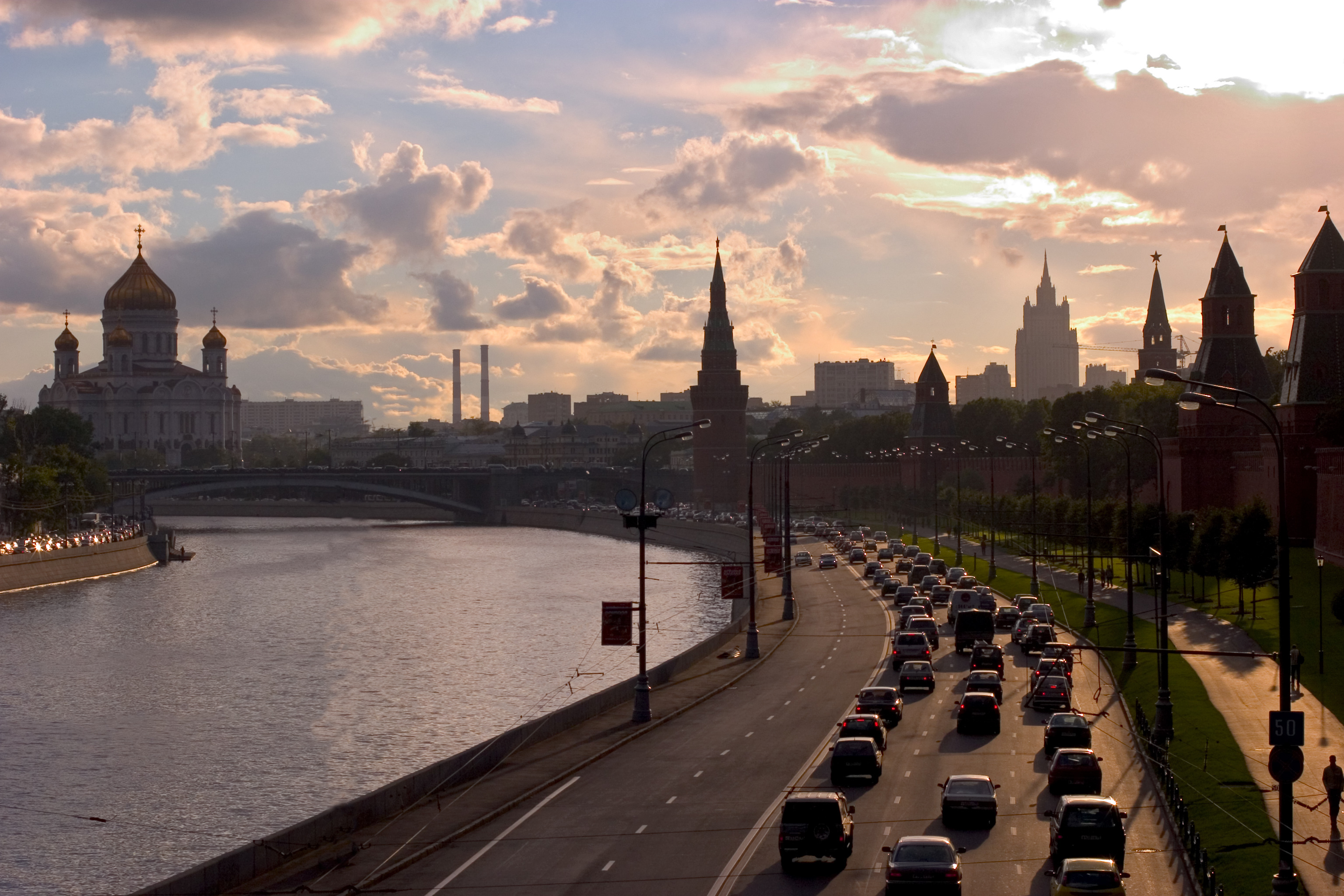
1現在のモスクワ・クレムリンの近く。救世主ハリストス大聖堂を望む

モスクワ川は、修道院で有名なモスクワ郊外のズヴェニゴロド（Звенигород）、ヴォスクレセンスク（Воскресенск）、ジュコーフスキー（Жуковский）、ブロンニツィ（Бронницы）、モジャイスク（Можайск）などの街を流れ、コロムナ（Коломна）でオカ川に合流する。